# Rigny-Saint-Martin
Rigny-Saint-Martin é uma comuna francesa na região administrativa de Grande Leste, no departamento de Meuse. Estende-se por uma área de 16,11 km². Em 2010 a comuna tinha 53 habitantes (densidade: 3,3 hab./km²).